# Saigon Kick (álbum)
Saigon Kick es el álbum debut de la banda de rock estadounidense Saigon Kick, publicado en 1991. El cantante Jeff Scott Soto (Yngwie Malmsteen, Talisman, Axel Rudi Pell, Journey) fue invitado a la grabación del álbum, colaborando en los coros.

## Lista de canciones
Todas escritas por Jason Bieler excepto donde se indique.
1. "New World" (Bieler, Kramer) - 5:42
2. "What You Say" (Bieler, Kramer) - 3:49
3. "What Do You Do" (Bieler, Kramer) - 2:40
4. "Suzy" - 3:40
5. "Colors" - 3:43
6. "Coming Home" (Bieler, Kramer) - 4:16
7. "Love of God" (Bieler, Kramer) - 4:00
8. "Down by the Ocean" (Bieler, Kramer) - 2:35
9. "Acid Rain" - 1:38
10. "My Life" - 4:45
11. "Month of Sundays" (Bieler, Kramer) - 2:26
12. "Ugly" - 2:36
13. "Come Take Me Now" (Bieler, Kramer) - 4:37
14. "I.C.U." (Bieler, Kramer) - 3:49

## Créditos
- Matt Kramer: Voz
- Jason Bieler: Guitarra, voz, teclados
- Tom Defile: Bajo
- Phil Varone: Batería

### Músico invitado
- Jeff Scott Soto - voz